# 白點蛇鱔
白點蛇鱔，又稱白點蝮鯙，為輻鰭魚綱鰻鱺目鯙亞目鯙科的其中一種，分布於東大西洋區，從茅利塔尼亞至安哥拉海域，體長可達100公分，為底棲性魚類，生活在岩石底質的淺海域，屬肉食性，以甲殼類及魚類為食，可作為食用魚。

## 擴展閱讀
1. ↑  Smith, D.G. . The IUCN Red List of Threatened Species. 2015, 2015: e.T195684A2402261. doi:10.2305/IUCN.UK.2015-4.RLTS.T195684A2402261.en .

 維基物種上的相關：白點蛇鱔